# Limnodriloides bulbopenitus
Limnodriloides bulbopenitus är en ringmaskart som beskrevs av Wang och Liang 1997. Limnodriloides bulbopenitus ingår i släktet Limnodriloides och familjen glattmaskar. Inga underarter finns listade i Catalogue of Life.